# マイク・ガーバー
マイケル・ジェフリー・ガーバー（Michael Jeffrey Gerber, 1992年7月8日 - ）は、アメリカ合衆国・テネシー州ナッシュビル出身の元プロ野球選手（外野手）。右投左打。

## 経歴

### プロ入り前とタイガース時代
2010年、MLBドラフト40巡目（全体1225位）にニューヨーク・ヤンキースから指名されるも、これを拒否しネブラスカ州オマハのクレイトン大学へ進学。
2014年、MLBドラフト15巡目（全体460位）にデトロイト・タイガースから指名され入団。
2016年にはAA級エリー・シーウルブズでゴールドグラブ賞を受賞。
2018年4月20日の対カンザスシティ・ロイヤルズ戦（コメリカ・パーク）にて、9回裏にミゲル・カブレラの代走としてメジャーデビュー。同年は18試合に出場し42打数4安打、打率.095の成績を残した。

### ジャイアンツ - ロッキーズ時代
同年12月10日、ウェイバー公示を経てサンフランシスコ・ジャイアンツに移籍。
2019年、MLBでは12試合に出場するも24打数1安打、打率.042と結果を残せなかった。一方、シーズンの大半を過ごした傘下AAA級サクラメント・リバーキャッツでは119試合に出場し打率.308、26本塁打、OPS.937の好成績を残した。オフの11月12日にFAとなり、12月16日にコロラド・ロッキーズとマイナー契約。
2020年、スプリングトレーニングに招待選手として参加。しかし、同年シーズンは新型コロナウイルス感染症の世界的流行に伴ってマイナーリーグ全試合が中止となり、出場はなかった。11月2日にFAとなった。

### 中日時代
2020年12月3日、中日ドラゴンズとの契約合意が球団より発表された。背番号は99。推定年俸は5000万円。契約に至った背景には、ジャイアンツ時代にコーチとして指導を受けたアロンゾ・パウエルによる推薦があったと報じられた。
2021年4月3日に来日。4月28日に一軍登録されると、同日の試合に「3番・右翼手」として先発出場し、来日初安打を記録した。その後は、出場12試合で打率.157（45打数7安打）、0本塁打、1打点、18三振と調子が上向かず、5月17日には出場登録を抹消。妻の誕生日（米国時間7月29日）の翌日（7月31日）に行われた2021プロ野球エキシビションマッチの北海道日本ハムファイターズ戦で2本の本塁打を放ち、シーズン後半戦からの巻き返しが期待された。しかし、その後も公式戦での一軍出場はなく、9月19日、家庭の事情によりアメリカへ一時帰国したと報道された。10月20日には翌年の契約を更新しないことが発表された。

### 現役引退後
中日退団後は現役を引退し、不動産業界に勤めている。

## 選手としての特徴・人物
外野全てのポジションを守ることができ、特に右翼守備を得意とする。また、肩も強い。
愛称は「レッド・ドラゴン」。これは自身が赤みを帯びた頭髪や髭の持ち主であったこと、2021年に中日ドラゴンズに入団が決まったことを機に友人から呼ばれ始めた。
トレードマークは口周りの赤い髭と柔和な笑顔。

## 詳細情報

### 年度別打撃成績
| 年 度    | 球 団    | 試 合 | 打 席 | 打 数 | 得 点 | 安 打 | 二 塁 打 | 三 塁 打 | 本 塁 打 | 塁 打 | 打 点 | 盗 塁 | 盗 塁 死 | 犠 打 | 犠 飛 | 四 球 | 敬 遠 | 死 球 | 三 振 | 併 殺 打 | 打 率 | 出 塁 率 | 長 打 率 | O P S |
| -------- | -------- | ----- | ----- | ----- | ----- | ----- | -------- | -------- | -------- | ----- | ----- | ----- | -------- | ----- | ----- | ----- | ----- | ----- | ----- | -------- | ----- | -------- | -------- | ----- |
| 2018     | DET      | 18    | 47    | 42    | 2     | 4     | 1        | 0        | 0        | 5     | 2     | 0     | 0        | 0     | 1     | 4     | 0     | 0     | 21    | 1        | .095  | .170     | .119     | .289  |
| 2019     | SF       | 12    | 26    | 24    | 0     | 1     | 1        | 0        | 0        | 2     | 0     | 0     | 0        | 0     | 0     | 2     | 0     | 0     | 15    | 0        | .042  | .085     | .113     | .199  |
| 2021     | 中日     | 12    | 46    | 45    | 3     | 7     | 1        | 0        | 0        | 8     | 1     | 0     | 0        | 0     | 0     | 1     | 0     | 0     | 18    | 0        | .156  | .174     | .178     | .352  |
| MLB：2年 | MLB：2年 | 30    | 73    | 66    | 2     | 5     | 2        | 0        | 0        | 7     | 2     | 0     | 0        | 0     | 1     | 6     | 0     | 0     | 36    | 1        | .076  | .151     | .106     | .257  |
| NPB：1年 | NPB：1年 | 12    | 46    | 45    | 3     | 7     | 1        | 0        | 0        | 8     | 1     | 0     | 0        | 0     | 0     | 1     | 0     | 0     | 18    | 0        | .156  | .174     | .178     | .352  |

- 2021年度シーズン終了時

### 年度別守備成績
| 年 度 | 球 団 | 外野  | 外野  | 外野  | 外野  | 外野  | 外野     |
| 年 度 | 球 団 | 試 合 | 刺 殺 | 補 殺 | 失 策 | 併 殺 | 守 備 率 |
| ----- | ----- | ----- | ----- | ----- | ----- | ----- | -------- |
| 2018  | DET   | 12    | 25    | 1     | 0     | 0     | 1.000    |
| 2019  | SF    | 10    | 5     | 1     | 0     | 0     | 1.000    |
| 2021  | 中日  | 11    | 21    | 0     | 0     | 0     | 1.000    |
| MLB   | MLB   | 22    | 30    | 2     | 0     | 0     | 1.000    |
| NPB   | NPB   | 11    | 21    | 0     | 0     | 0     | 1.000    |

- 2021年度シーズン終了時

### 記録

#### NPB
初記録
- 初出場・初先発出場：2021年4月28日、対阪神タイガース5回戦（バンテリンドーム ナゴヤ）、3番・右翼手で先発出場
- 初打席：同上、1回裏に青柳晃洋から二ゴロ
- 初安打：同上、6回裏に青柳晃洋から中前安打
- 初打点：2021年5月1日、対読売ジャイアンツ8回戦（東京ドーム）、6回表に大江竜聖から右越適時二塁打

### 背番号
- 13（2018年）
- 34（2019年）
- 99（2021年）